# Likouala (departement)
Likouala är ett departement i Kongo-Brazzaville. Det ligger i den nordöstra delen av landet, 700 km norr om huvudstaden Brazzaville. Antalet invånare är 216 869. Arean är 66 044 kvadratkilometer. Likouala gränsar till Cuvette och Sangha.
Likouala delas in i distrikten:
- Bétou
- Bouanéla
- Dongou
- Enyellé
- Epéna
- Impfondo
- Liranga

samt staden Impfondo.